# Aterica rabena
Aterica rabena är en fjärilsart som beskrevs av Jean Baptiste Boisduval 1833. Aterica rabena ingår i släktet Aterica och familjen praktfjärilar. Inga underarter finns listade i Catalogue of Life.